# Joaquín Beltrán
Joaquín Beltrán Vargas (Ciudad de México, México, 29 de abril de 1977) es un exfutbolista, dirigente y comentarista deportivo mexicano. Jugaba de defensa central.

## Trayectoria
Hasta el 2006, su único equipo había sido los Pumas de la UNAM, a partir de julio del 2006 juega con el Club Necaxa y para la temporada del Apertura 2007 fue contratado a préstamo por el Cruz Azul para después pasar al Querétaro F.C. donde culminaría su carrera. fue comentarista en Televisa. y Ahora se convierte en director deportivo del Querétaro.
En 2010 una vez retirado de las canchas, aceptó la oferta de Televisa Deportes, para formar parte de su equipo de analistas, principalmente en las transmisiones de los juegos en la Primera División de México. También lo incluyeron en el panel de los programas La Jugada y Mas Deporte, que se transmiten en horario estelar por el Canal 2 de señal abierta.
En 2014 tras la salida de Adolfo Ríos como Presidente Deportivo del Querétaro, el 16 de diciembre fue presentado Joaquín Beltrán como el principal responsable del área deportiva del club Querétaro.

## Estadísticas

### Clubes
La siguiente tabla detalla los encuentros disputados y los goles marcados en los clubes en los que ha militado.
| Pumas U.N.A.M. · México | 1.ª                 |                     |     |    |    |   |    |   |     |    |
| Pumas U.N.A.M. · México | 1.ª                 | 1996-97             | 8   | 1  | 2  | 0 | -  | - | 10  | 1  |
| Pumas U.N.A.M. · México | 1.ª                 | 1997-98             | 33  | 1  | -  | - | -  | - | 33  | 1  |
| Pumas U.N.A.M. · México | 1.ª                 | 1998-99             | 37  | 1  | 1  | 0 | -  | - | 38  | 1  |
| Pumas U.N.A.M. · México | 1.ª                 | 1999-00             | 35  | 2  | 4  | 0 | -  | - | 39  | 2  |
| Pumas U.N.A.M. · México | 1.ª                 | 2000-01             | 33  | 0  | -  | - | -  | - | 33  | 0  |
| Pumas U.N.A.M. · México | 1.ª                 | 2001-02             | 16  | 2  | -  | - | -  | - | 16  | 2  |
| Pumas U.N.A.M. · México | 1.ª                 | 2002-03             | 37  | 0  | 6  | 1 | 12 | 2 | 55  | 3  |
| Pumas U.N.A.M. · México | 1.ª                 | 2003-04             | 45  | 3  | -  | - | -  | - | 45  | 3  |
| Pumas U.N.A.M. · México | 1.ª                 | 2004-05             | 37  | 2  | 2  | 0 | 9  | 2 | 48  | 4  |
| Pumas U.N.A.M. · México | 1.ª                 | 2005-06             | 34  | 3  | -  | - | 6  | 0 | 40  | 3  |
| Pumas U.N.A.M. · México | 1.ª                 | Total               | 315 | 15 | 15 | 1 | 27 | 4 | 357 | 20 |
| C. Necaxa · México | 1.ª                 |                     |     |    |    |   |    |   |     |    |
| C. Necaxa · México | 1.ª                 | 2006-07             | 27  | 1  | 4  | 0 | 7  | 0 | 38  | 1  |
| C. Necaxa · México | 1.ª                 | Total               | 27  | 1  | 4  | 0 | 7  | 0 | 38  | 1  |
| Cruz Azul F.C · México | 1.ª                 |                     |     |    |    |   |    |   |     |    |
| Cruz Azul F.C · México | 1.ª                 | 2007-08             | 30  | 0  | 4  | 0 | -  | - | 34  | 0  |
| Cruz Azul F.C · México | 1.ª                 | 2008-09             | 41  | 2  | -  | - | 5  | 0 | 46  | 2  |
| Cruz Azul F.C · México | 1.ª                 | Total               | 71  | 2  | 4  | 0 | 5  | 0 | 80  | 2  |
| Querétaro F.C · México | 1.ª                 |                     |     |    |    |   |    |   |     |    |
| Querétaro F.C · México | 1.ª                 | 2009-10             | 34  | 1  | -  | - | -  | - | 34  | 1  |
| Querétaro F.C · México | 1.ª                 | 2010                | 17  | 1  | -  | - | -  | - | 17  | 1  |
| Querétaro F.C · México | 1.ª                 | Total               | 51  | 2  | -  | - | -  | - | 51  | 2  |
| Total en su carrera | Total en su carrera | Total en su carrera | 464 | 20 | 23 | 1 | 39 | 4 | 526 | 25 |
| (1)Incluye datos de la Copa México, Pre Pre Libertadores (1998, 1999 y 2003), Campeón de Campeones (2004/05) e InterLiga (2007 y 2008) (2)Incluye datos de la Pre Libertadores (2003), Copa Libertadores (2003, 2006 y 2007), Concacaf Liga de Campeones (2005 y 2008-09) y Copa Sudamericana (2005). |                     |                     |     |    |    |   |    |   |     |    |

## Selección nacional
Alguna vez tuvo un futuro prometedor con la selección nacional, pero ni el Ojitos Meza, el Vasco Aguirre o Ricardo Lavolpe lo convocaron, por lo que no pudo jugar en la selección en los años que se consideran de oro para un futbolista. El último técnico que lo llamó a la Selección fue su exentrenador Hugo Sánchez, pero no tuvo continuidad y no fue convocado para disputar la Copa Oro ni la Copa América.
Ha sido internacional con la Selección nacional de fútbol de México Sub-20 y en la Sub-23. Fue seleccionado en la Copa USA.

### Participaciones en fases finales
| Competición                    | Categoría | Sede                  | Resultado    | Partidos |
| ------------------------------ | --------- | --------------------- | ------------ | -------- |
| Copa USA 2000                  | Absoluta  | Estados Unidos        | Subcampeón   | 3        |
| Copa FIFA Confederaciones 2001 | Absoluta  | Corea del Sur y Japón | Primera fase | 0        |

### Partidos internacionales
| #  | Fecha                   | Rival             | Sede          | Estadio                       | Resultado | Competición                |
| -- | ----------------------- | ----------------- | ------------- | ----------------------------- | --------- | -------------------------- |
| 1  | 13 de marzo de 1999     | Estados Unidos    | Los Ángeles   | Los Angeles Memorial Coliseum | 2 - 1     | Copa USA 1999              |
| 2  | 28 de abril de 1999     | Paraguay          | Los Ángeles   | Los Angeles Memorial Coliseum | 0 - 1     | Amistoso                   |
| 3  | 13 de octubre de 1999   | Paraguay          | Asunción      | Estadio Defensores del Chaco  | 1 - 2     | Amistoso                   |
| 4  | 20 de octubre de 1999   | Colombia          | Houston       | Robertson Stadium             | 0 - 0     | Amistoso                   |
| 5  | 27 de octubre de 1999   | Ecuador           | Houston       | Robertson Stadium             | 0 - 0     | Amistoso                   |
| 6  | 9 de enero de 2000      | Irán              | Oakland       | O.co Coliseum                 | 2 - 0     | Amistoso                   |
| 7  | 4 de junio de 2000      | Irlanda           | Nueva Jersey  | Memorial Stadium              | 2 - 2     | Copa USA 2000              |
| 8  | 6 de junio de 2000      | Sudáfrica         | Los Ángeles   | Los Angeles Memorial Coliseum | 4 - 2     | Copa USA 2000              |
| 9  | 11 de junio de 2000     | Estados Unidos    | Los Ángeles   | Los Angeles Memorial Coliseum | 0 - 3     | Copa USA 2000              |
| 10 | 15 de noviembre de 2000 | Canadá            | Toronto       | BMO Field                     | 0 - 0     | Clasificación Mundial 2002 |
| 11 | 25 de abril de 2001     | Trinidad y Tobago | Puerto España | Queen's Park Oval             | 1 - 1     | Clasificación Mundial 2002 |
| 12 | 25 de mayo de 2001      | Inglaterra        | Derby         | Pride Park Stadium            | 0 - 4     | Amistoso                   |
| 13 | 28 de febrero de 2007   | Venezuela         | San Diego     | Qualcomm Stadium              | 3 - 1     | Amistoso                   |
| 14 | 28 de marzo de 2007     | Ecuador           | Oakland       | Alameda County Coliseum       | 4 - 2     | Amistoso                   |

## Palmarés

### Como futbolista

#### Campeonatos nacionales
| Título               | Club | País   | Año  |
| -------------------- | ---- | ------ | ---- |
| Primera División     | UNAM | México | 2004 |
| Primera División     | UNAM | México | 2004 |
| Campeón de Campeones | UNAM | México | 2004 |

### Distinciones individuales
| Distinción                      | Año  |
| ------------------------------- | ---- |
| Mejor defensa central de México | 2004 |

### Como directivo

#### Campeonatos nacionales
| Título         | Club                | País   | Año  |
| -------------- | ------------------- | ------ | ---- |
| Copa MX        | Querétaro FC        | México | 2016 |
| Liga MX Sub-20 | Querétaro FC Sub-20 | México | 2016 |
| Supercopa MX   | Querétaro FC        | México | 2017 |